# Valeriu Munteanu (politician)
Valeriu Munteanu (n. 28 decembrie 1980) este un politician un politician moldo-român, fost ministru, deputat și primar în Republica Moldova, vicepreședinte al partidului Alianța pentru Unirea Românilor, din partea căruia a fost ales deputat în Camera Deputaților în 2024.  
Din 30 iulie 2015 până la 30 mai 2017 a exercitat funcția de Ministru al Mediului al Republicii Moldova. A fost și deputat în Parlamentul Republicii Moldova din 30 noiembrie 2009 până în 30 iulie 2015, primar al satului Floreni din raionul Anenii Noi din partea Partidului Liberal din iunie 2007 până în noiembrie 2009, vicepreședinte al Partidului Liberal din 26 septembrie 2010 și membru al Biroului Politic al Partidului Liberal până la 11 decembrie 2018.

## Studii
Valeriu Munteanu a învățat la gimnaziul din satul natal până în 1996, după care a trecut la Liceul Teoretic „Vasile Alecsandri” din Chișinău, pe care l-a absolvit în 1999. În același an s-a înscris la Universitatea „Valahia”, municipiul Târgoviște, județul Dâmbovița, România, la Facultatea Științe Juridice, unde a obținut licența în drept în 2003. A fost președinte al Ligii Studenților străini la acea universitate în perioada 2000–2003. În 2011–2013, a urmat cursuri de masterat la Universitatea din București, Facultatea „Sociologie și Asistență socială” — „Studii de securitate”.

## Experiență profesională
După absolvirea studiilor de licență, Munteanu a lucrat ca jurist la Asociația Presei Electronice (APEL) până în iunie 2007, între octombrie 2006 și aprilie 2007 activând acolo ca expert în legislație, în cadrul proiectului finanțat de Ambasada SUA în RM „Emisiunea Spiritul Legilor”. În același timp, în perioada iulie 2004 – aprilie 2007 a fost consilier juridic la Întreprinderea Municipală Postul de Radio „Antena C”, iar în aprilie 2005 – mai 2007 a îndeplinit funcția de președinte la Asociația Obștescă „Tinerețe-Floare” din Floreni.

## Activitate politică

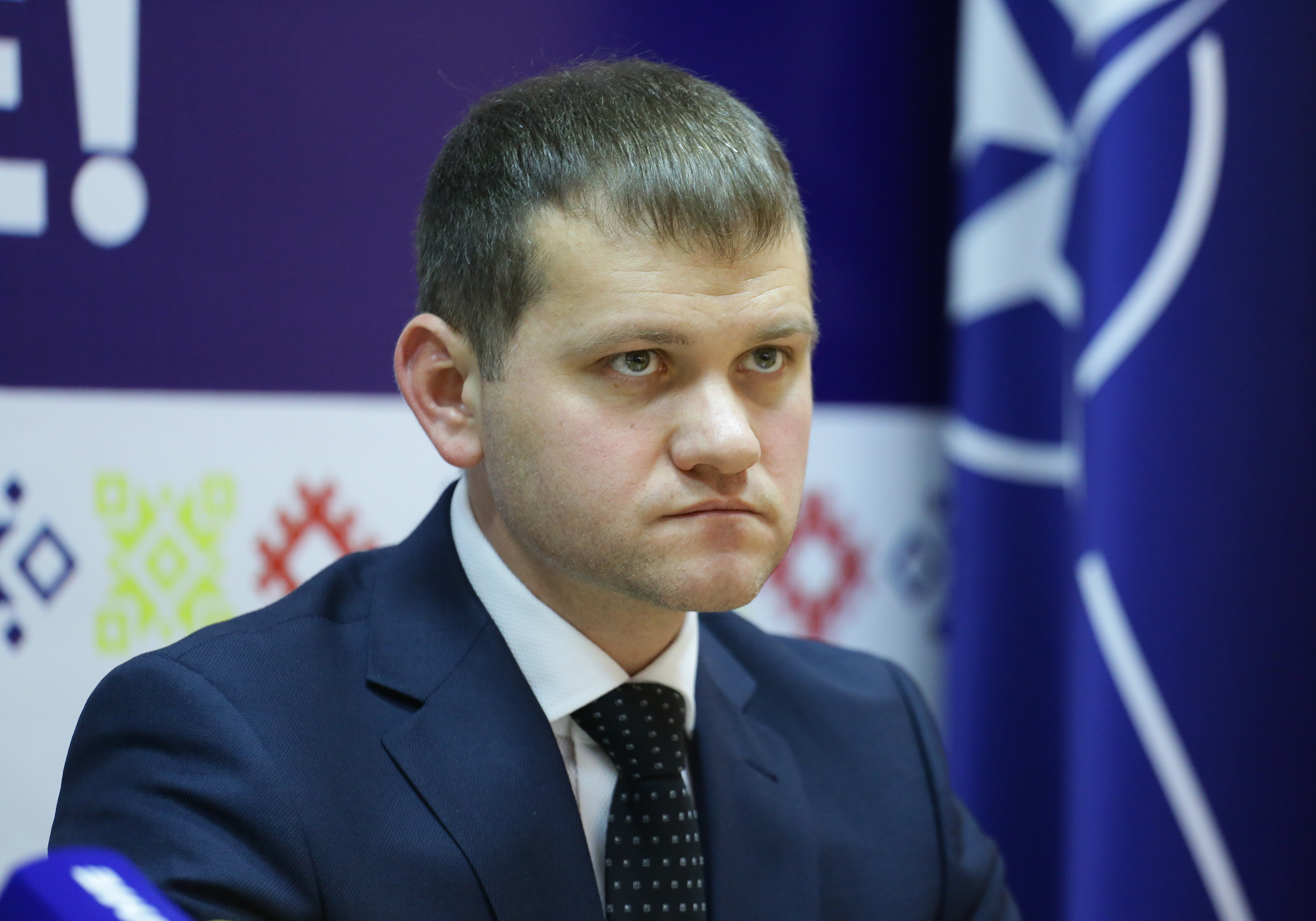
În poziția de vicepreședinte al Partidului Liberal, decembrie 2017

#### În Republica Moldova
În cadrul alegerilor locale generale din 3 iunie 2007, a fost ales primar în comuna Floreni din raionul Anenii Noi. Din februarie 2008 până în noiembrie 2009 a fost președinte al Asociației Primarilor din raionul Anenii Noi.
Din 7 februarie 2008 este membru al Partidului Liberal. La Conferința ordinară a filialei Anenii Noi a Partidului Liberal, care a avut loc pe data de 16 decembrie 2008, Munteanu a fost ales președintele Organizației Teritoriale Anenii Noi a Partidului Liberal.
La Congresul III al PL din 26 septembrie 2010 este ales în calitate de vicepreședinte al partidului.
În martie 2018, Munteanu și-a anunțat candidatura din partea Partidului Liberal la alegeri locale anticipate din municipiul Chișinău.
La 11 decembrie 2018 a declarat că se retrage din Partidul Liberal, pentru că conducerea partidului ezită să facă front comun cu forțele de opoziție de dreapta în apropierea alegerilor parlamentare. La 21 iulie 2019, Munteanu este ales președinte al Partidului Uniunea Salvați Basarabia (USB), din care își dă demisia în mai 2021 pentru a participa în alegerile parlamentare anticipate alături de Alianța pentru Unirea Românilor (Republica Moldova), după care aceste partide au fuzionat.  

#### În România
La 27 martie 2022, în cadrul Congresului extraordinar, a fost ales în calitate de vicepreședinte al Alianței pentru Unirea Românilor (România). Actualmente, este Coordonator al comisiilor naționale de specialitate AUR și conducător al Comisiei Mediu a AUR. 

### Activitate parlamentară

#### În Republica Moldova
Pentru alegerile parlamentare din 5 aprilie 2009, Munteanu a fost inclus pe locul 37 în lista de candidați ai Partidului Liberal, nereușind să acceadă în Parlament. Câteva luni mai târziu, la alegerile parlamentare anticipate din iulie 2009, Munteanu a fost inclus pe locul 17 în lista candidaților PL, devenind astfel deputat. A fost inclus pe locul 5 în lista de candidați ai Partidului Liberal în alegerile parlamentare din 28 noiembrie 2010 și din 30 noiembrie 2014.
În parlamentul de legislatura a XIX (2010—2014) a venit cu cele mai multe inițiative parlamentare — 113 proiecte de acte normative înaintate plenului Parlamentului, printre care declararea zilei de 25 decembrie (Crăciunul pe stil nou) drept zi de sărbătoare și proiectul de Hotărâre privind ieșirea din CSI. În aceeași perioadă, a fost deputatul cu cele mai multe luări de cuvânt.
În timpul aflării Partidului Liberal în opoziție (2013—2015), Munteanu a fost autorul celor mai multe sesizări la Curtea Constituțională (circa 25), printre care constituționalizarea limbii române, contestarea neutralității Republicii Moldova și constatatarea prezenței trupelor militare ruse în stânga Nistrului, controlul constituționalității unor prevederi legale ce vizează încălcarea drepturilor copilului (prin micșorarea îndemnizației de maternitate și a îndemnizației pentru creșterea și îngrijirea copilului, până la împlinirea vârstei de trei ani), neconstituționalitatea concesionării Aeroportului Chișinău și altele.

#### În România

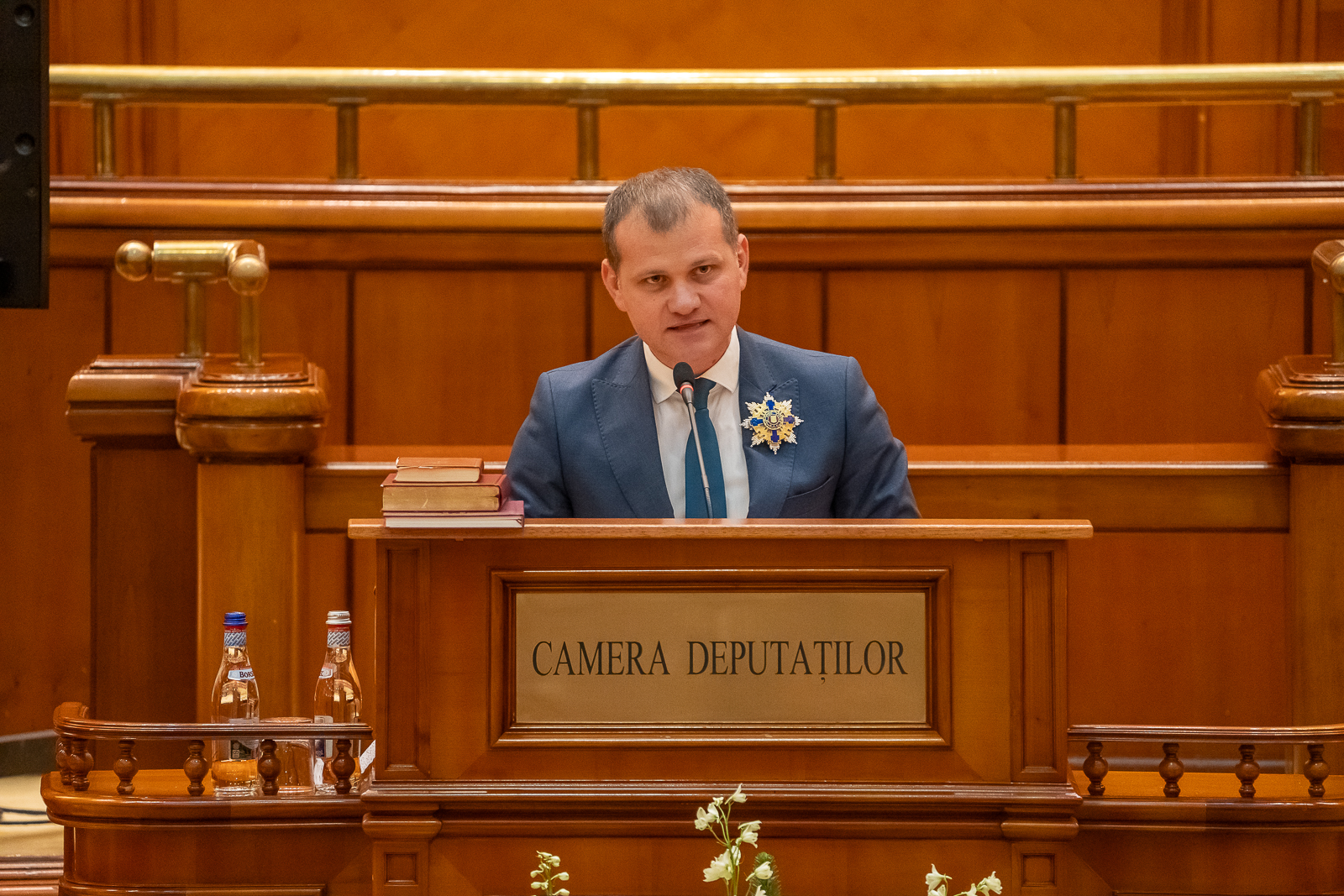
Munteanu depunând jurământul, 21 decembrie 2024

La alegerile parlamentare din 20 decembrie 2024 a fost ales deputat în Camera Deputaților de circumscripția județul Dâmbovița. Este președinte al Comisiei comune (Senat și Camera Deputaților) pentru integrare europeană dintre Parlamentul României și Parlamentul R. Moldova, vicepreședinte în Comisia juridică, de disciplină și imunități și membru în Comisia pentru mediu și echilibru ecologic ale Camerei Deputaților.

### Activitate ministerială
La 30 iulie 2015 a fost numit în funcția de ministru al mediului al Republicii Moldova în Guvernul Streleț, iar ulterior a fost reconfirmat în aceeași funcție în Guvernul Filip. La 29 mai 2017 a depus cererea de demisie din această funcție, odată cu trecerea Partidului Liberal în opoziție.

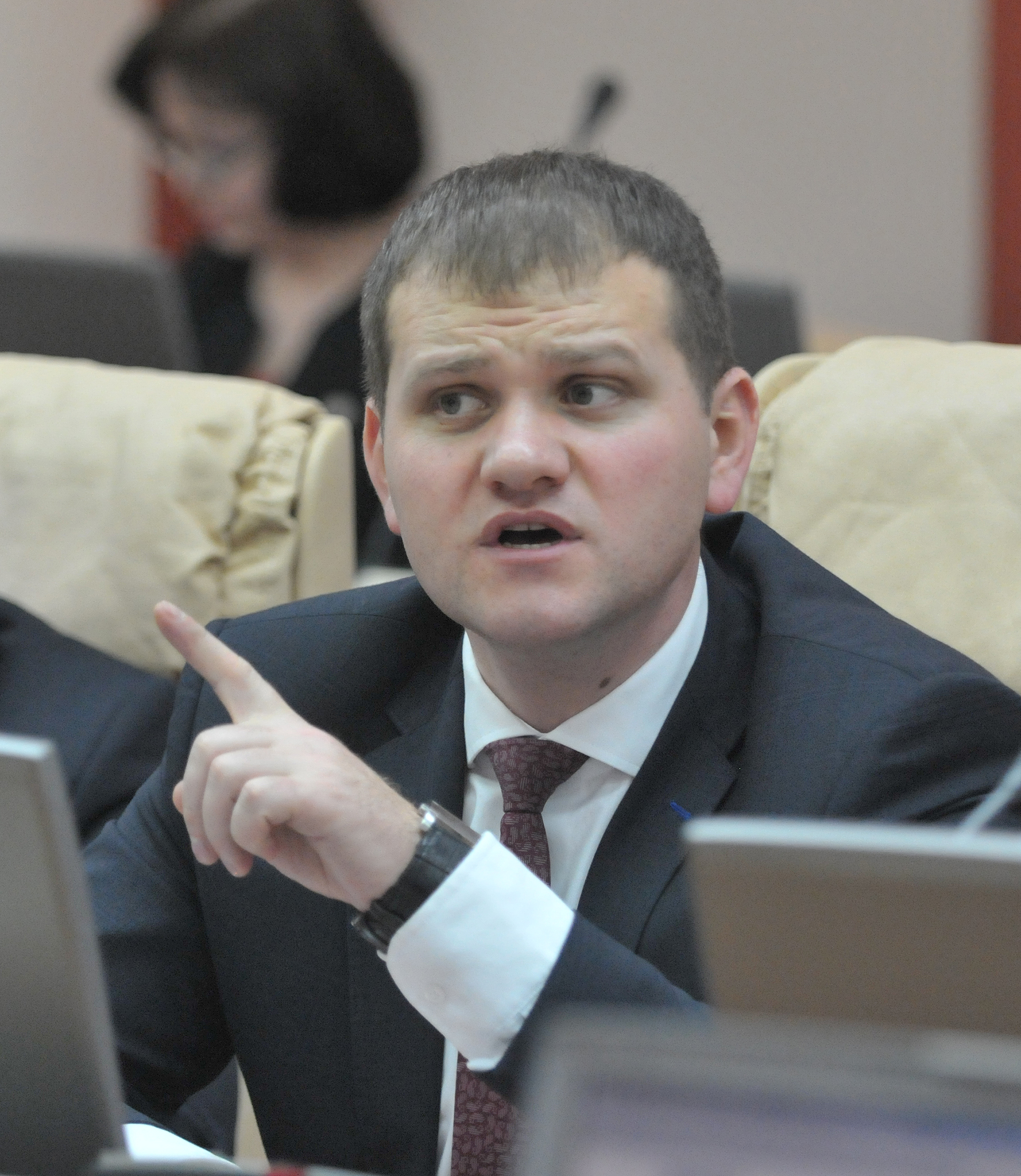
Munteanu la ședința Guvernului, februarie 2017

A întreprins o serie de acțiuni și reforme, printre care
- interzicerea vânătorii la iepuri, elani, potârnichi, gâște sălbatice, găini mlăștinoase, prepelițele și alte părăsi și animale,[35][36] care a condus la o sporire numerică semnificativă a efectivului de specii cinegetice[37]
- interzicerea arendei pădurilor[38] și rezilierea contractelor încheiate anterior
- interzicerea exportului de lemn brut[39]
- demolarea barajelor instalate ilegal pe râul Răut, folosite în trecut de localnici ca stăvilare pentru capturarea peștelui[40]
- interzicerea pescuitului industrial pe râurile Prut și Nistru[41]
- popularea Nistrului și Prutului cu pește[42]
- instalarea a circa 2000 coșuri de gunoi în Chișinău, în apropierea stațiilor de așteptare a transportului public, pe bulevardele și străzile centrale, în parcuri, grădini publice ș.a., începând, de asemenea, renovarea platformelor de colectare a deșeurilor[43]
- reabilitarea barajului lacului Ghidighici[44][45]

## Distincții

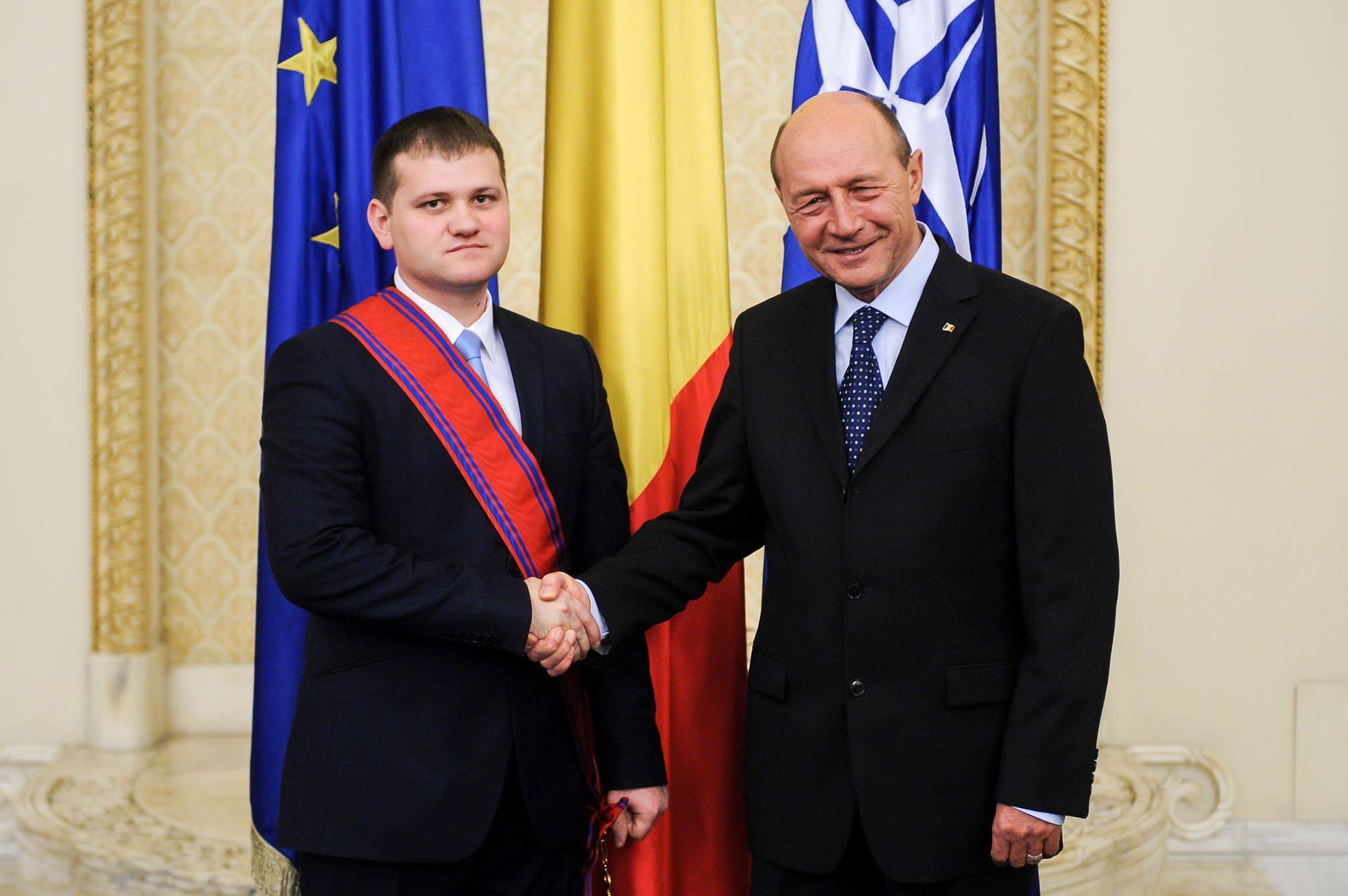
Decorarea cu Ordinul „Steaua României” în grad de Mare Cruce, 2014

Munteanu deține următoarele distincții:
- Ordinul „Steaua României” în grad de Mare Cruce (2014),[46][47][48] pentru „contribuția în promovarea limbii române și constituționalizarea acesteia”, oferit de Traian Băsescu[49]
- Ordinul „Cuviosul Paisie Velicicovski” de gradul II,[50] distincție bisericească acordată „clericilor și mirenilor care au întemeiat sau au contribuit la întemeierea noilor instituții de învățământ teologic în cadrul Bisericii Ortodoxe din Moldova”.[51]

## Viață personală
Munteanu este căsătorit cu Victoria Munteanu și are patru copii: Camelia, Ilinca, Smaranda și Crăița, ultima fiind născută în decembrie 2014.
A participat la diverse maratoane și semi-maratoane, reușind să parcurgă 42 km în 3 ore și 58 minute. La 27 mai 2023 a alergat primul ultramaraton montan.
În noiembrie 2023 a lansat la București și Chișinău 2 cărți — „Bătălia juridică pentru limba română în Basarabia” (ISBN: 978-9975547741) și „Cum am adus Crăciunul în Basarabia” (ISBN: 978-9975547758), care relatează despre „firul juridic prin care a mers limba română în Basarabia de la 1944 până în ziua de astăzi” și „chinurile pe care le-a avut Calendarul creștin ortodox în Basarabia”, precum și efortul autorităților de a păstra o individualitate a moldovenilor încercând să demonstreze că aceștia ar fi altceva decât români. În aprilie 2024 a lansat cartea „Pe meterezele constituționalismului din Republica Moldovaˮ, ce conține o parte din sesizările depuse la Curtea Constituțională, împreună cu hotărârile Curții și contextul istoric.